# Zhang Qinqiu
Zhang Qinqiu (em chinês: 张琴秋; Jiaxing, 15 de novembro de 1904 — ?, 22 de abril de 1968) foi uma revolucionária comunista chinesa, comandante militar e política. Zhang foi uma das primeiras mulheres membros do Partido Comunista da China e uma dos 28 Bolcheviques formados em Moscou. Comandante de alto escalão do Quarto Exército da Frente do Exército Vermelho Chinês durante a Grande Marcha, ela é frequentemente considerada a única mulher general do Exército Vermelho. Após a fundação da República Popular da China, ela atuou como vice-ministra da Indústria Têxtil. Zhang foi perseguida durante a Revolução Cultural Chinesa e suicidou-se em 1968.

## Início de vida e educação

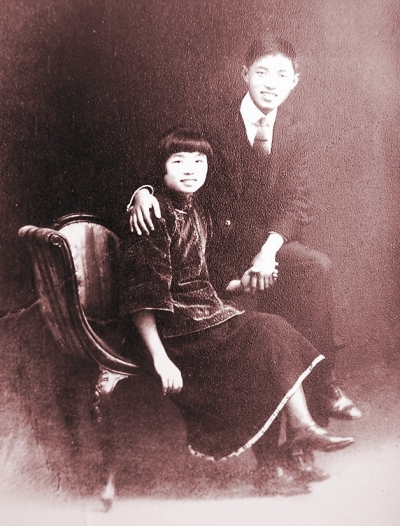
Foto de casamento de Zhang Qinqiu e Shen Zemin

Zhang Qinqiu nasceu 15 de novembro de 1904 em uma família rica em Shimen, Tongxiang, província de Chequião. Ela entrou na Hangzhou Girls Normal School (agora Hangzhou No. 14 High School) em 1920, antes de ir para Xangai para continuar seus estudos. Em Xangai, ela conheceu o famoso romancista Mao Dun (Shen Yanbing) que era casado com a colega de escola de Zhang, Kong Dezhi, e o irmão mais novo de Dun, Shen Zemin, um dos primeiros membros do Partido Comunista da China (PCC).
Em 1924, Zhang entrou no departamento de sociologia da esquerdista Universidade de Xangai, onde Shen Zemin foi instrutor e o primeiro líder comunista. Qu Qiubai era o chefe do departamento. Zhang ingressou no PCC em novembro de 1924, tornando-se uma das primeiras mulheres membros do partido. Ela se casou com Shen Zemin um ano depois. Sob a liderança de Xiang Jingyu, Zhang e outras alunas estabeleceram uma escola noturna para trabalhadoras em Xangai e organizaram uma greve de trabalhadores da seda em 1924. Ela também recrutou alguns dos trabalhadores para o PCC.
Em novembro de 1925, o PCC enviou mais de 100 membros do partido, incluindo Zhang Qinqiu, para estudar na Universidade Sun Yat-sen de Moscou, na União Soviética. Shen Zemin juntou-se a ela logo depois. Em maio de 1926, ela deu à luz a uma filha chamada Zhang Maya (张 玛娅). Em Moscou, Zhang e Shen tornaram-se membros dos 28 Bolcheviques, que incluíam os futuros líderes do PCC: Wang Ming, Bo Gu, Zhang Wentian e Yang Shangkun. Ela se tornou proficiente em russo depois de dois anos de estudo e trabalhou como intérprete para o PCC. Ela também trabalhou em fábricas têxteis para aprender métodos de produção e gestão.

## Carreira militar
Em 1930, Zhang e Shen voltaram para a China, deixando sua filha em Moscou. Em janeiro de 1931, quando Wang Ming se tornou o líder do PCC, Shen Zemin foi eleito para o 6.º Comitê Central do PCC e nomeado chefe de propaganda do PCC. Em 1931, Shen e Zhang foram para a base comunista na região fronteiriça das províncias de Hubei, Henan e Anhui (E-Yu-Wan), que estava sob a liderança de Zhang Guotao.
Depois de ser atacado pelas forças do Kuomintang de 200 000 homens nas Campanhas de Cerco, o Exército Vermelho de E-Yu-Wan decidiu abandonar a base e escapar do cerco para a região de Sujuão-Xianxim no oeste. Shen Zemin, que sofria de doença pulmonar, insistiu em permanecer na base. Ele morreu em novembro de 1933. Em novembro de 1932, Zhang Qinqiu foi nomeada Diretora do Departamento Político Geral do Quarto Exército da Frente, a mais alta posição já ocupada por uma mulher nono exército comunista chinês em tempos de guerra. Ela é frequentemente chamada de a única mulher general do Exército Vermelho.
Em março de 1934, Zhang foi nomeada comandante e comissária política do Regimento Independente de Mulheres do Quarto Exército da Frente, comandando 2 000 mulheres soldados. Em 1935, ela se juntou à Grande Marcha sob o comando de Zhang Guotao. Em 1936, ela se casou com Chen Changhao, comissário político do Quarto Exército da Frente e outro membro dos 28 Bolcheviques. Em outubro, 20 000 soldados do Quarto Exército da Frente foram divididos no Exército da Rota Ocidental e chegaram ao Corredor de Hexi da Província de Gansu. O Exército da Rota Ocidental foi cercado e derrotado pelas forças da Camarilha Ma, então no controle de Gansu. Zhang, que acabara de dar à luz um bebê que precisou ser abandonado, foi capturada e enviada para a capital, Nanquim.
Após o Incidente de Xi'an em dezembro de 1936, o governo do Kuomintang e os rebeldes comunistas suspenderam a guerra civil e formaram a Segunda Frente Unida para resistir à invasão japonesa. Zhang foi libertada e enviada para Yan'an, a capital de facto dos comunistas. À medida que mais pessoas chegavam a Yan'an de áreas ocupadas pelo Japão, a Universidade de Mulheres da China foi estabelecida e Zhang tornou-se sua reitora. Seu marido, Chen Changhao, foi para a União Soviética em 1938 para um tratamento médico, onde mais tarde morou com uma russa. Zhang se divorciou de Chen em 1943 e se casou com seu terceiro marido, Su Jingguan, um médico do exército. Ela foi membro do Comitê Feminino do Comitê Central do PCC nos anos 1940, e participou da Segunda Federação Internacional de Mulheres Democráticas de 1948 em Budapeste.

## República Popular da China
Após a fundação da República Popular da China em 1949, Zhang foi nomeada vice-ministra da Indústria Têxtil, em parte por causa de sua experiência anterior na organização de trabalhadores têxteis em Xangai na década de 1920. Seu marido, Su Jingguan (falecido em 1964), foi nomeado vice-ministro da Saúde Pública. Como civil, ela não recebeu uma patente militar quando o Exército de Libertação Popular os premiou pela primeira vez em 1955, apesar de muitos dos seus antigos subordinados, incluindo Chen Geng, Xu Shiyou, Hong Xuezhi, e Liu Huaqing, terem recebido a patente de general ou grande general.
Quando a Revolução Cultural começou em 1966, Zhang e seus familiares foram severamente perseguidos. Em abril de 1968, ela cometeu suicídio pulando da varanda de seu escritório. Seu ex-marido, Chen Changhao, também se matou. Em 1976, sua filha Zhang Maya cometeu suicídio por overdose de drogas.
Após o fim da Revolução Cultural em 1976, Zhang foi reabilitada postumamente. Em junho de 1979, o marechal Xu Xiangqian, seu ex-camarada do Quarto Exército da Frente, realizou uma cerimônia em sua homenagem, que contou com a presença de Li Xiannian, Wang Zhen, Yu Qiuli, Chen Xilian e Hu Yaobang.